# A Westgate bevásárlóközpont elleni terrortámadás

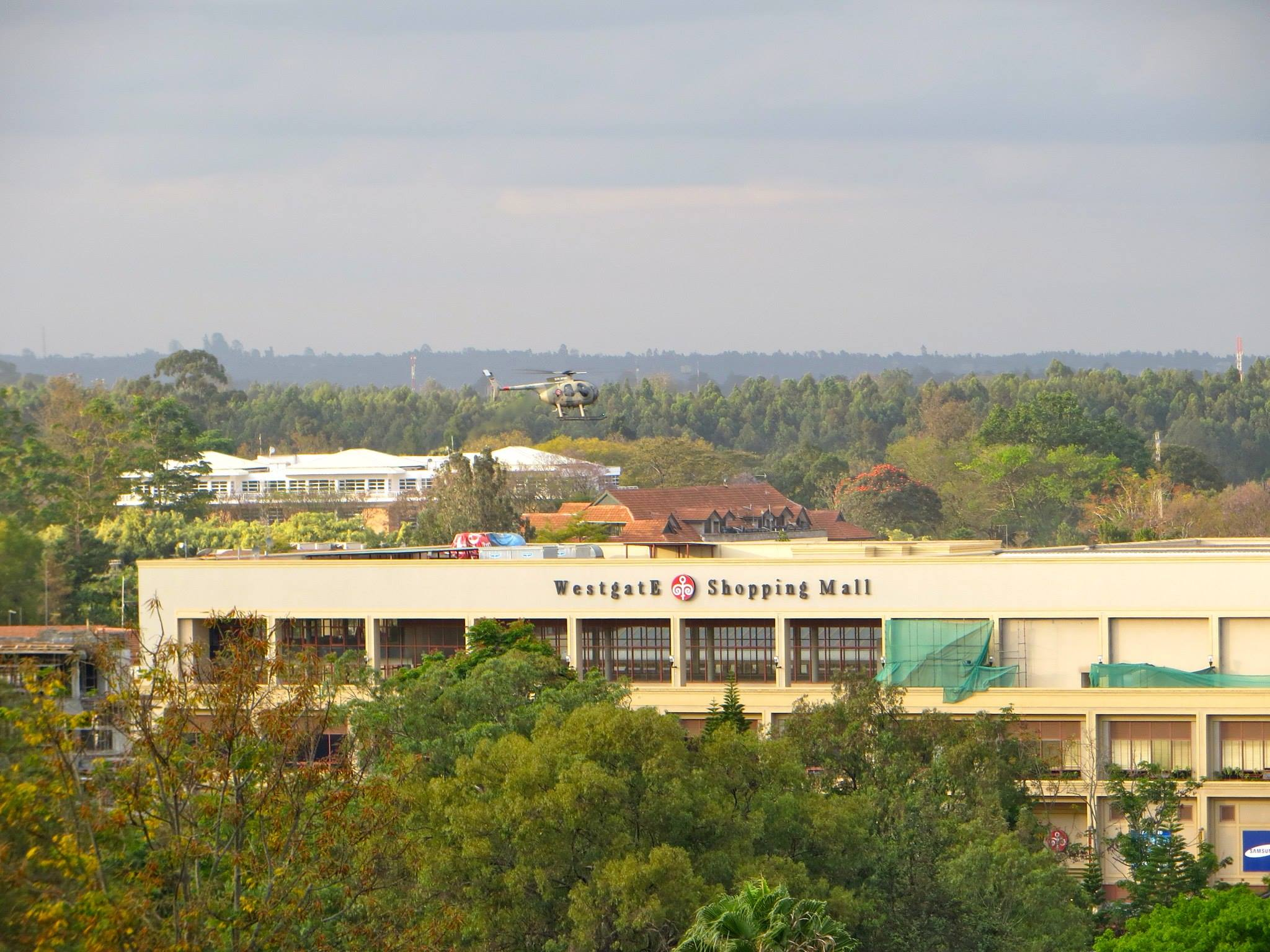
Helikopter a Westgate bevásárlóközpont felett

2013. szeptemberben 21-én az Al-Shabaab szomáliai iszlamista lázadószervezet fegyveresei a nairobi Westgate bevásárlóközpontot támadtak meg és túszokat szedtek. A szervezet szóvivője egy iszlamista honlapon közölt felhatalmazást arról, hogy a harcosok engedélyt kapnak arra, hogy túszaikat kivégezzék. A kenyai hadsereg katonái szeptember 22-én helikoptereikkel a tetőre leszállva behatoltak az épületbe, ekkor még 10-15 túszejtő körülbelül 30 embert tartott fogva a bevásárlóközpont második emeletén. A túszok többségét a kenyai hadsereg katonái kiszabadították. Az akció során a terroristák összesen 67 embert öltek meg (ebből 61 civil és 6 személy a biztonsági erők tagja), és összesen 175 ember sebesült meg.
A terrorszervezet szerint a támadásban részt vett a minnesotai St. Pauli 22 éves Ahmed Mohamed Isse, a minneapolisi 24 éves Abdifatah Osman Keenadiid és a Kansas Cityből származó 27 éves Gen Mustafe Noorudiin. A többi támadó Finnországból, Kanadából, Nagy-Britanniából, Szomáliából és Kenyából való volt.